# Wladimir Nikolajewitsch Gawrin
Wladimir Nikolajewitsch Gawrin (russisch Владимир Николаевич Гаврин, englische Transkription Vladimir Gavrin; * 15. April 1941 in Komsomolsk am Amur) ist ein russischer Neutrinophysiker.
Gawrin ist der Sohn eines Bauingenieurs und einer Ökonomin, die zu den Erbauern der Stadt Komsomolsk am Amur gehören. Er studierte an der Lomonossow-Universität Physik und wurde nach dem Abschluss 1965 Mitglied einer auf Initiative von Moisei Alexandrowitsch Markow neu gegründeten Gruppe für Neutrino-Astrophysik. 1970 begannen die Vorbereitung für die Entwicklung des Baksan Labors, wobei Gawrin in der Gruppe von Georgi Timofejewitsch Sazepin war, der den Detektor entwickelte. 1976 wurde er promoviert. 1977 wurde er Leiter des Labors für radiochemische Methoden, die für den Nachweis der Elementumwandlungen durch die Neutrinos im Detektor angewandt wurden. 2006 habilitierte er sich (russischer Doktortitel) über die Arbeit am SAGE-Projekt.
Er ist am Institut für Kernforschung (INR) der Russischen Akademie der Wissenschaften in Moskau und Troizk und Direktor des Baksan-Neutrino-Observatoriums (BNO). Es liegt bei Baksan im Kaukasus und ist das erste derartige Observatorium auf dem Gebiet der ehemaligen Sowjetunion, das 1977 mit seinem Betrieb begann. Das Teleskop ist dort in einem 300 m tiefen Untergrundlabor installiert. Zusätzlich ist dort das Gallium-Germanium-Neutrinoteleskop (GGNT) des russisch-US-amerikanischen SAGE-Projekts (Soviet-American Gallium Experiment) angesiedelt, bestehend aus einem Gallium Detektor von rund 60 Tonnen in 3500 m Tiefe. Das seit 1989 in Betrieb befindliche SAGE-Projekt trug viel zur Beobachtung des solaren Neutrinoflusses bei. Gawrin ist Ko-Leiter (und Initiator) des SAGE-Projekts von russischer Seite.
2000 erhielt er den Bruno-Pontecorvo-Preis. Er ist korrespondierendes Mitglied der Russischen Akademie der Wissenschaften. 1998 erhielt er mit seiner Gruppe den Staatspreis der Russischen Föderation. 2003 erhielt er den Markow-Preis und 2009 als erster Wissenschaftler die Skobelzyn-Goldmedaille der Russischen Akademie der Wissenschaften.